# Court-bouillon

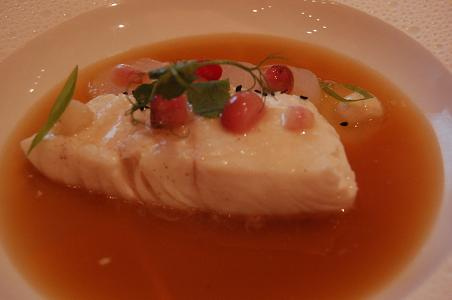
Pochierter Heilbutt in Sesam-Court-bouillon

Court-bouillon oder court bouillon ist eine schnell gekochte Brühe für das Pochieren von  Fisch oder Meeresfrüchten. Manchmal wird sie auch zum pochieren von Gemüse, Eier, Kalbsbries, Kamm und zartem Fleisch verwendet.
Court-bouillon lässt sich mit kurz gekochter Flüssigkeit (Französische Sprache court) oder „kurze Brühe“ übersetzen, weil die Kochzeit im Vergleich zum wesentlich schwierigeren  Fond relativ kurz ist. Es wird normalerweise auch nicht als eigenes Gericht serviert, weil empfindliche Lebensmittel nicht zu lange kochen sollen. Daher wird sie zubereitet, bevor die Lebensmittel hinzugegeben werden. In der Regel ist die Kochzeit unter 60 Minuten. Court-bouillon kann die Grundlage für einen Fond oder eine Fumet sein. Häufig wird sie auch mit Wein, Essig, oder Zitrone gesäuert, um den Gemüsen während der kurzen Kochzeit möglichst viel Aroma zu entziehen.
Traditionell ist  Court-bouillon mit Speisesalz, Weißwein, pflanzlichen Aromen aus einer Mirepoix aus Karotten, Zwiebeln und Sellerie und mit Bouquet garni und schwarzem Pfeffer verfeinert. Court-bouillon ist nicht zwingend aufwendig. Für die Zubereitung von Hummer besteht sie nur aus Wasser, Salz, Zitrone eventuell Thymian und Lorbeerblatt. Für Verlorene Eier ist es Salz, Wasser und Essig. In der Cajunküche ist die Court-Bouillon, hier als „courtbouillon“ gesprochen, ein reichhaltiger Fischeintopf, meist mit Wels und mit Mehlschwitze eingedickt.